# 成田新幹線
成田新幹線（日语：／ Narita Shinkansen */?）是日本一條已中止興建的高速鐵路（新幹線），連接東京市區與成田機場，原本預計於1976年啟用，但由於沿線自治體強烈反對興建，在購買用地的過程中就停止建設。
已整地完成的路廊（成田市土屋至成田機場間）移交給成田機場高速鐵道管理，並出借予JR東日本（成田線機場支線）與京成電鐵（京成本線及成田機場線）使用，起點站東京站已建成之地下站體則轉由京葉線使用。

## 歷史
成田新幹線的規劃始於1966年，並於1972年批准建造，最初計劃於1976年完工，與新機場同時啟用。工程始於1974年，但由於當地居民抗議徵用土地而受到嚴重阻礙，居民指他們的土地用於一個不會給他們帶來任何好處的項目。此工程於1983年被凍結，授予建設權的基本許可在1987年被特別法律取消——這是唯一一個被取消的新幹線建設計劃。
由於居民反對，在項目停止之前，僅建造了9公里長的軌道和機場站站體。在新幹線連接停滯的同時，私鐵業者京成電鐵已經建成了通往機場的普通鐵路。然而，京成的服務不得不在機場外停留並使用公共汽車轉运乘客，因為機場內的車站和連接它的軌道由日本國鐵（JR集團前身）所有。
在1986年開創性的鐵路商業法通過後，京成獲得了作為第三類鐵路公司運營的權利，該公司從JR租賃鐵路，從1991年開始，京成和JR都運營直接機場服務到為原新幹線建造的車站，連接到機場站的隧道原本也是為新幹線使用而設計的。

## 計畫路線
計畫路線的沿線車站站名皆為暫名。
| 站名     | 距離  | 所在地                         | 現狀                               |
| -------- | ----- | ------------------------------ | ---------------------------------- |
| 東京     | 0.0   | 東京都千代田區                 | 東京車站京葉線發車月台             |
| 千葉新城 | 37.67 | 千葉縣印旛郡印西町（現印西市） | 北總鐵道、京成電鐵千葉新城中央車站 |
| 成田機場 | 64.99 | 千葉縣成田市                   | JR東日本、京成電鐵機場第2大樓車站  |

計劃被取消之後，通勤路線使用了大部分已建設施，其中東京站內預留的月台及周邊和通往越中島的地下隧道轉撥給京葉線使用；北總鐵路使用了小室和千葉新城之間的預留空間，千葉新城和機場之間的另一部分被用作京成成田機場線的一部分，而成田機場新幹線車站的站體則是轉為JR東日本與京成電鐵共用的機場第2大樓車站。

## 未來

成田新幹線規劃路線

雖然已經定期提出成田新幹線的復興，但基本計劃的取消，缺乏政治意願以及京成成田機場線作為替代品的建設都使得這種情況不太可能發生。

## 營運計畫
原規劃的營運速度為最高時速250公里，東京-成田機場間的直達車為30分鐘，中途停靠千葉新城的列車為35分鐘。
目前營運東京至成田機場的兩家鐵路公司的最快速度為JR東日本的成田特快（東京-機場第2大樓）的50分鐘，京成電鐵Skyliner的（日暮里-機場第2大樓）的36分鐘。
當時規劃的列車編組為包含1節行李專用車廂的6節編組，並有擴充至12節的計畫。

## 路線數據
- 路線距離：約65km
- 軌距：1,435mm（標準軌）
- 車站數：3站
- 雙線區間 : 全線
- 電化區間：全線（交流25KV、50Hz）

## 註解
1. ↑  成田機場建設也發生抗爭事件

## 外部連結
- 東京駅〜成田空港わずか30分で結ぶ「成田新幹線」幻と消えた計画の顛末 bizSPA （页面存档备份，存于）
- 東日本で新たに新幹線が走るのはここだ！特急列車の本数を基に独自予想 東洋經濟 （页面存档备份，存于）